# James Hamilton (2e comte d'Arran)
Pour les articles homonymes, voir James Hamilton, Hamilton et Comte d'Arran.
 (février 2020).
Si vous disposez d'ouvrages ou d'articles de référence ou si vous connaissez des sites web de qualité traitant du thème abordé ici, merci de compléter l'article en donnant les références utiles à sa vérifiabilité et en les liant à la section « Notes et références ».
James Hamilton, deuxième comte d'Arran, duc de Châtellerault, né vers 1516 et mort le 22 janvier 1575, est un noble écossais apparenté à la famille royale des Stuart.

## Biographie

### Origines familiales
Il est le fils de James Hamilton, 1er comte d'Arran, lui-même fils de lord Hamilton. 
Par sa mère Marie, il est le petit-fils du roi d'Écosse Jacques II.
De ce fait, à la mort du roi Jacques V le 13 décembre 1542, il est le plus proche héritier de la couronne après la princesse Marie Stuart, née le 6 décembre précédent.

### Régent du royaume d'Écosse (1543-1554)
Il obtient la régence du royaume.
Protestant et membre du parti favorable à l'Angleterre, il est impliqué en 1543 dans les négociations concernant le mariage de Marie Stuart avec le prince Édouard, fils d’Henri VIII, futur Édouard VI d'Angleterre, qui aboutissent au traité de Greenwich en 1543.
Peu après, il opte pour le parti catholique favorable à la France dirigé par le cardinal Beaton, consentant au mariage de Marie Stuart avec le dauphin François, futur François II. 
Vaincu en 1547 à la bataille de Pinkie Cleugh, il obtient cependant le renouvellement de l'alliance avec la France en 1548 par la promesse de mariage de la reine, qui part vivre à la cour de France. Le comte d'Arran reçoit en récompense le titre français de duc de Châtellerault, avec une pension de 12 000 livres.
En 1554, Arran laisse la régence à la mère de Marie Stuart, Marie de Guise, sœur du  duc de Guise.

### Dans l'opposition
En 1559, il change de nouveau d'allégeance et rejoint la faction protestante des Lords of the Congregation, opposants à la régente. Il perd alors son duché français. La même année, le dauphin François devient roi de France, mettant les Guise à la tête du gouvernement. Mais il meurt l'année suivante et Marie Stuart revient en Écosse.
Le comte d'Arran tente alors d'arranger le mariage de son fils et successeur James avec la jeune veuve, mais c'est un échec.
Il balance ensuite entre la reine et les Lords of the Congregation, au gré de ses intérêts, mais après le mariage de la reine avec Lord Darnley en 1565, il se retire dans ses terres françaises[pas clair]. En 1568, Marie Stuart est emprisonnée et contrainte d'abdiquer en faveur de son fils Jacques. Puis elle s'évade et se réfugie en Angleterre, mais elle est presque immédiatement incarcérée sur l'ordre de la reine Élisabeth.
Le comte d'Arran rentre en Écosse en 1569. Il est emprisonné jusqu'à ce qu'il reconnaisse Jacques Stuart comme l'héritier légitime du trône d'Écosse. 
Il repart en France où il meurt en 1575.

## Mariage et descendance
En 1532, James Hamilton épouse Lady Margaret Douglas, fille du comte de Morton James Douglas (3e comte de Morton).
- James Hamilton, 3e comte d'Arran ;
- Lady Anne Hamilton, épouse le comte de Huntly George Gordon (en) ;
- Lady Jean Hamilton, épouse le comte d'Eglinton Hugh Montgomerie ;
- Lady Barbara Hamilton, épouse Alexander Gordon, Lord Gordon, puis James Fleming, Lord Fleming ;
- John Hamilton, marquis de Hamilton
- Lady Margaret Hamilton, épouse Sir Alexander Pethein (Peden) ;
- Gawain Hamilton (mort en bas âge) ;
- Lady Elizabeth Hamilton, épouse George Hamilton ;
- David Hamilton ;
- Claud Hamilton, Lord Paisley.

Le comte d'Arran est l'aïeul maternel du spirituel Antoine Hamilton.